# Strambotto
Le strambotto (parfois Strombotto) est une forme poético-musicale utilisée dans les chansons populaires italiennes au XVIe siècle.

## Historique
Très populaire à Venise, il a la caractéristique d'être mono-strophe et à thème amoureux. Il dérive généralement d'anciens chants de voyage et de navigation, comme l'attestent les titres les plus connus : Belo lo mar e bela la marina, A navegar ghe vol 'na bela barca, Nona mia son barcherolo.

## Définition
Le strambotto est une variété, mélancolique, de la frottola.

## Autres projets
Carlo Goldoni, Strambotto veneziano,  Lire (en italien) sur Wikisource